# Visbarų apylinkės
Visbarų apylinkės este o arie protejată (sit de importanță comunitară — SCI) din Lituania întinsă pe o suprafață de 728,8 ha, integral pe uscat.

## Localizare
Centrul sitului Visbarų apylinkės este situat la coordonatele 55°21′54″N 22°03′53″E / 55.3651°N 22.0646°E.

## Înființare
Situl Visbarų apylinkės a fost declarat sit de importanță comunitară în aprilie 2022 pentru a proteja un număr necunoscut de specii din flora spontană și fauna sălbatică aflate în arealul zonei.

## Biodiversitate
Situată în ecoregiunea boreală, aria protejată conține 2 habitate naturale: Pajiști fino-scandinave uscate până la mezice, bogate în specii de altitudine mică, Fânețe de joasă altitudine (Alopecurus pratensis, Sanguisorba officinalis).
La baza desemnării sitului se află un număr nedeclarat de specii protejate.